# ریک (فیلم)
ریک (به انگلیسی: Rick) فیلمی محصول سال ۲۰۰۴ و به کارگردانی کورتیس کلایتون است. در این فیلم بازیگرانی همچون بیل پولمن، آرون استنفورد، اگنس بروکنر، دیلن بیکر، ساندرا اوه، امانوئل شریکی، ماریان هاگن، جیمی هریس، هویلند موریس، پاز د لا ورتا، دنیس پارالاتو و دنیل هندلر ایفای نقش کرده‌اند.